# The Brave One (2007)
The Brave One (Brasil: Valente / Portugal: A Estranha em Mim) é um filme áustralo-estadunidense de 2007, dos gêneros drama, policial e suspense, dirigido por Neil Jordan, de um roteiro escrito por Roderick Taylor, Bruce A. Taylor e Cynthia Mort. O filme é estrelado por Jodie Foster como Erica Bain, uma apresentadora de rádio de Nova York que, juntamente com seu parceiro, é severamente espancada por bandidos, levando à morte deste último. Aterrorizada por sua segurança, ela compra uma pistola. Armada com a arma, ela passa por uma transformação de personalidade e se torna uma vigilante, atirando em vários criminosos. O detetive Sean Mercer (Howard) investiga os tiroteios da vigilante, que o levam cada vez mais perto de Bain. O filme apresenta Naveen Andrews, Terrence Howard, Nicky Katt, Zoe Kravitz, Mary Steenburgen e Luis Da Silva em papéis coadjuvantes.
The Brave One foi lançado nos Estados Unidos em 14 de setembro de 2007. O filme recebeu críticas mistas de críticos que aclamaram o desempenho de Foster e foi um sucesso de bilheteria, arrecadando US$170 milhões em um orçamento de US$ 70 milhões. Nos Prêmios Globo de Ouro de 2008, Foster recebeu uma indicação ao prêmio de melhor atriz em filme dramático.

## Sinopse
Depois de seu noivo David (Naveen Andrews) ter sido assassinado, Erica Bain (Jodie Foster) inicia a caça a possíveis suspeitos com a perspectiva de concretizar uma vingança letal. Enquanto é seguida pelo Detetive Mercer (Terrence Howard), Bain começa a apresentar exatamente as características homicidas que fizeram um torvelinho de sua vida, quando seu noivo foi executado.

## Elenco
- Jodie Foster como Erica Bain
- Terrence Howard como Detetive Sean Mercer
- Naveen Andrews como David Kirmani
- Nicky Katt como Detetive Vitale
- Zoë Kravitz como Chloe
- Mary Steenburgen como Carol
- Luis Da Silva como Lee
- Jane Adams como Nicole
- John Magaro como Ethan
- Dana Eskelson como policial desenhista
- Carmen Ejogo como Jackie
- James Biberi como Detetive Pitney
- Lenny Venito como Mortell
- Larry Fessenden como Sandy Combs

## Recepção da crítica
Até 15 de setembro de 2007, no agrupador de resenhas Rotten Tomatoes, 42% das críticas eram positivas, do total de 112 resenhas.
No Metacritic, o filme tinha uma avaliação média de 56%, baseada em 31 resenhas.
As cotações de cinema do Yahoo davam um "B-" em 14 resenhas de críticos e um "B" por parte de 2119 avaliações de usuários do Yahoo.
O sítio IMDB apresentava a cotação dos usuários de 7,1 sobre 10.
No sítio Fandango, os usuários davam 4,3 sobre 5.